# Kardemir Karabükspor
Kardemir Demir Çelik Karabükspor är en fotbollsklubb från Karabük, Turkiet. Klubben bildades 1969 efter en sammanslagning mellan Karabük Gençlikspor och Demir Çelik Spor, klubben är även aktiv i sporter som rullstolsbasket och volleyboll.

## Kända spelare genom åren
- Youssef Haraoui
- Sejad Halilović
- Sanjin Pintul
- Senad Repuh
- Hadis Zubanović
- Joseph Akpala
- Emmanuel Emenike
- Florin Tene
- Morten Gamst Pedersen
- Ali Yavaş
- Burak Özsaraç
- Erdoğan Yılmaz
- Hakan Ünsal
- Hasan Vezir
- İbrahim Kaş
- İbrahim Üzülmez
- Selami Sarı
- Tarık Daşgün
- Vedat İnceefe
- Zafer Özgültekin